# 慢启动
慢启动（Slow Start），是传输控制协议（TCP）使用的一种阻塞控制机制。慢启动也叫做指数增长期。慢启动是指每次TCP接收窗口收到确认时都会增长。增加的大小就是已确认段的数目。这种情况一直保持到要么没有收到一些段，要么窗口大小到达预先定义的阈值。如果发生丢失事件，TCP就认为这是网络阻塞，就会采取措施减轻网络拥挤。一旦发生丢失事件或者到达阈值，TCP就会进入线性增长阶段。这时，每经过一个RTT窗口增长一个段。